# Aeroporto di Carcassonne Salvaza
L'Aeroporto di Carcassonne Salvaza (IATA: CCF, ICAO: LFMK) (in francese: Aéroport de Carcassonne) è un aeroporto francese che serve la cittadina di Carcassonne, sede dell'omonima arrondissement e capoluogo del dipartimento dell'Aude della regione dell'Occitania, situato a 3 km a ovest dal centro cittadino.

## Storia
Nel 2002, i lavori hanno permesso di allungare la pista principale per ospitare mezzi più grandi. L'aeroporto ha ricevuto 375.400 persone nel 2018, 351.982 nel 2019 e 75.631 nel 2020 (il calo si deve alla pandemia di COVID-19).
Dal 2010, sono stati intrapresi importanti lavori per aumentare la capacità dell'aeroporto con la creazione di un nuovo parcheggio per ospitare 4 aeromobili contemporaneamente, la costruzione di una nuova caserma dei vigili del fuoco, il rinnovo delle attrezzature operative, la realizzazione di un nuovo hangar per l'attrezzatura della pista, l'adeguamento delle infrastrutture del terminal per garantire il passaggio dei passeggeri e l'ampliamento delle sale d'imbarco.

## Dati tecnici
La struttura, posta all'altitudine di 132 m / 433 ft sul livello del mare, è dotata di un terminal, una torre di controllo e di due piste entrambe con orientamento 10/28, la principale con fondo in asfalto lunga 2 050 m e larga 45 m (6 726 × 148 ft), dotata di impianto di illuminazione a bassa intensità (LIRL) e sistema di assistenza all'atterraggio PAPI (solo RWY 28), e una secondaria con fondo in erba di 800 x 30 m destinata all'aviazione generale.
L'aeroporto, gestito dalla Chambre de Commerce et d'Industrie de Carcassonne, la sede della locale Camera di Commercio e dell'Industria francese, effettua attività sia secondo le regole del volo a vista (VFR) che, con limitazioni, del volo strumentale (IFR) ed è aperto al traffico turistico.
Presso l'aerodromo si trova un campus dell'École nationale de l'aviation civile (università francese dell'aviazione civile).